# Susanne Melior
Susanne Melior (* 1. September 1958 in Havelberg, Bezirk Magdeburg, DDR) ist eine deutsche Politikerin (SPD). Sie war ab 2004 Abgeordnete im Landtag Brandenburg und von 2014 bis 2019 Mitglied des Europäischen Parlaments.

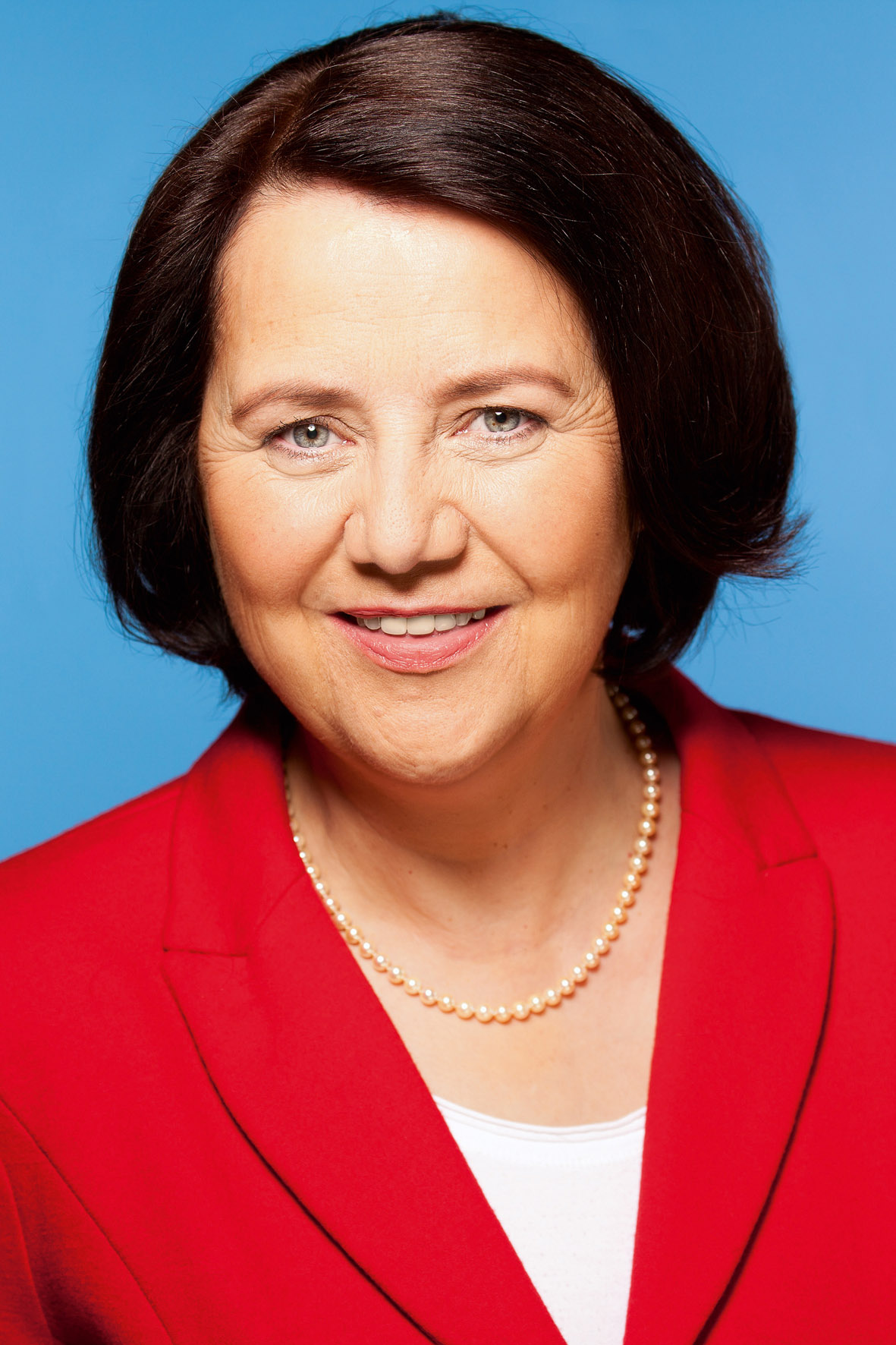
Susanne Melior, Abgeordnete des Europäischen Parlaments

## Leben und Beruf
Susanne Melior ist verheiratet und Mutter dreier Kinder. Sie absolvierte ein Studium der Mikrobiologie an der Ernst-Moritz-Arndt-Universität Greifswald, das sie mit Diplom abschloss. Von 1984 bis 1986 arbeitete sie im Kreiskrankenhaus Bad Frankenhausen. Zwischen 1986 und 1994 nahm sie Elternzeit. Von 1994 bis 1999 arbeitete Susanne Melior als wissenschaftliche Mitarbeiterin für SPD-Abgeordnete im Landtag Brandenburg. Anschließend war sie vier Jahre Gleichstellungsbeauftragte der Landeshauptstadt Potsdam.

## Politik
Im Jahr 1989 gehörte Susanne Melior zu den Mitbegründern der SPD in Brandenburg. Zehn Jahre war sie SPD-Ortsvereinsvorsitzende von Michendorf. Von 1992 bis 2002 war sie Mitglied im SPD-Landesvorstand Brandenburg, von 1994 bis 2000 Landesvorsitzende der Arbeitsgemeinschaft sozialdemokratischer Frauen, von 2002 bis Mai 2010 Vorsitzende des SPD-Unterbezirks Potsdam-Mittelmark, von 1998 bis 2014 Mitglied des Kreistages Potsdam-Mittelmark, davon die letzten fünf Jahre Fraktionsvorsitzende.
Im Januar 2004 zog Melior als Nachrückerin für Christel Dettmann erstmals in den Brandenburger Landtag ein. Bei den Landtagswahlen am 2004 und am 2009 kandidierte sie im Landtagswahlkreis Potsdam-Mittelmark III/Potsdam III und zog jeweils über die Landesliste in den Landtag ein. Dort war sie ab 2009 stellvertretende Vorsitzende der SPD-Fraktion. Von 2004 bis 2009 war ihr Schwerpunkt die Finanzpolitik, von 2009 bis 2014 die Wissenschafts- und Forschungspolitik. Außerdem war sie religionspolitische Sprecherin der SPD-Landtagsfraktion. Sie war ordentliches Mitglied im Ausschuss für Wissenschaft, Forschung und Kultur, sowie stellvertretendes Mitglied im Ausschuss für Bildung, Jugend und Sport und im Ausschuss für Umwelt, Gesundheit und Verbraucherschutz. Zudem war sie Vorsitzende der Enquête-Kommission zur „Aufarbeitung der Geschichte und Bewältigung von Folgen der SED-Diktatur und des Übergangs in einen demokratischen Rechtsstaat im Land Brandenburg“. Susanne Melior war Mitglied des Präsidiums des Landtags Brandenburg. 2014 schied sie aus dem Landtag aus.
2014 wurde Susanne Melior für die SPD in das Europäische Parlament gewählt. Sie war Mitglied der Fraktion der Progressiven Allianz der Sozialdemokraten im Europäischen Parlament. Sie arbeitete im Ausschuss für Umweltfragen, öffentliche Gesundheit und Lebensmittelsicherheit (ENVI) und war stellvertretendes Mitglied im Ausschuss für  Landwirtschaft und ländliche Entwicklung (AGRI). Zudem war sie Mitglied der Delegation für den Parlamentarischen Stabilitäts- und Assoziationsausschuss EU-Albanien.